# Uitgewiste sporen
Uitgewiste sporen is een hoorspel van Hans Rothe, die het reeds in 1936 schreef en in 1949 tot de roman Ankunft bei Nacht omwerkte. Onder de titel Verwehte Spuren zond de Nordwestdeutscher Rundfunk op 25 januari 1952 een nieuwe versie uit. Die werd vertaald door H. de Wolf en onder spelleiding van Kommer Kleijn zond de AVRO het uit op donderdag 5 januari 1967.

## Rolbezetting
- Trudy Libosan (Igna)
- Dogi Rugani (haar moeder)
- Paul van der Lek (dr. Robert Duval)
- Frans Somers (Gustave)
- Willy Ruys (de commissaris)
- Tine Medema, Rita Veth, Gerrie Mantel, Hans Karsenbarg, Hans Veerman, Han König & Piet Ekel (verdere medewerkenden)

## Inhoud
Madame Vargas en haar dochter Inga zijn vanuit Zuid-Amerika naar de Wereldtentoonstelling van 1867 in Parijs gereisd. Door een vergissing bij de boeking moeten beiden in verschillende hotels overnachten. De volgende morgen is de moeder spoorloos verdwenen. Niemand heeft haar gezien, nergens, zelfs in de gastenlijst is er geen spoor van haar bestaan te vinden. Het jonge meisje poogt vertwijfeld haar moeder in de vreemde stad terug te vinden. Het blijkt dat slechts één persoon haar wil helpen: dokter Deval. Maar is Dr. Deval een echte vriend?
Dit stuk stamt uit een tijd waarin men ook hoorspelen meestal nog realistisch schreef. Opwindend, modern en hoorspeltypisch echter zijn daarin ook voor hedendaagse luisteraars de scènes, waarin de zeer concreet geschilderde Parijse werkelijkheid plots doordrongen wordt van een andere, onbegrijpelijke, magische: Igna loopt door de lange gangen in dit zonderlinge hotel ten tijde van de  Wereldtentoonstelling, en de kamers lijken getransformeerd te zijn. Waar gisteren de kamer was waarin ze haar moeder in bed had zien liggen, zijn er nu alleen maar andere, vreemde kamers en het bestaan van die van gisteren is niet eens meer te bewijzen...